# Cathy Konrad
Pour les articles homonymes, voir Konrad.
Cathy Konrad, née le 29 juin 1963, est une productrice de cinéma américaine.

## Biographie
Elle a créé la société de production Konrad Pictures.
Elle est mariée au réalisateur James Mangold depuis le 7 août 1998.

## Filmographie
- 1995 : Dernières heures à Denver
- 1995 : Kids
- 1996 : Citizen Ruth
- 1996 : Beautiful Girls
- 1996 : Scream
- 1997 : Cop Land
- 1997 : Scream 2
- 1998 : Éveil à la vie (Wide Awake)
- 1999 : Mrs. Tingle (Teaching Mrs. Tingle)
- 1999 : Une vie volée
- 2000 : Scream 3
- 2001 : Lift
- 2001 : Kate et Léopold
- 2002 : Allumeuses !
- 2003 : Identity
- 2005 : Walk the Line
- 2006 : Men in Trees : Leçons de séduction (TV)
- 2007 : 3 h 10 pour Yuma (3:10 to Yuma)
- 2010 : Night and Day (Knight and Day)
- 2015 - présent : Scream (série TV)